# Cratere Sholem Aleichem
Sholem Aleichem  è un cratere sulla superficie di Mercurio.